# Ray Reynolds
Pour les articles homonymes, voir Reynolds.
Ray Reynolds est un joueur américain de basket-ball né le 9 septembre 1948 à Cleveland dans l'état de l'Ohio et décédé en juillet 2019. Il évolue au poste de pivot, son sens du rebond et ses longues passes du bout du terrain auront marqué les parquets hexagonaux.
Champion de France et finaliste de la coupe des coupes en 1976, deux fois meilleur rebondeur du championnat de France en 1975 et 1976, Reynolds aura évolué quatre saisons en France.

## Biographie
Raymond Reynolds plus connu sous le pseudonyme de « Ray » né à Cleveland en septembre 1948, le premier ballon qu'il tâta fût celui du football américain puis il passa au base-ball, ce n'est que vers dix-sept ans dans son hight school qu'il se dirige et perfectionne vers le basket-ball, sa rencontre avec le coach William Colfield dans son université A&M de Prairie View au Texas sera décisive, il était tellement au-dessus des autres sous le cercle qu'il sera même sélectionné au National Association of Intercollegiate Athletics mais rêvant comme certains de ses compatriotes de voyage et d'évasion, l'ASPO Tours profite de l'occasion par l'intermédiaire de Pierre Dao pour l'enrôler pour le début de saison 1973.

## Carrière

### Sa carrière universitaire
Sélectionné au National Association of Intercollegiate Athletics durant son cursus universitaire.

### Sa carrière en France

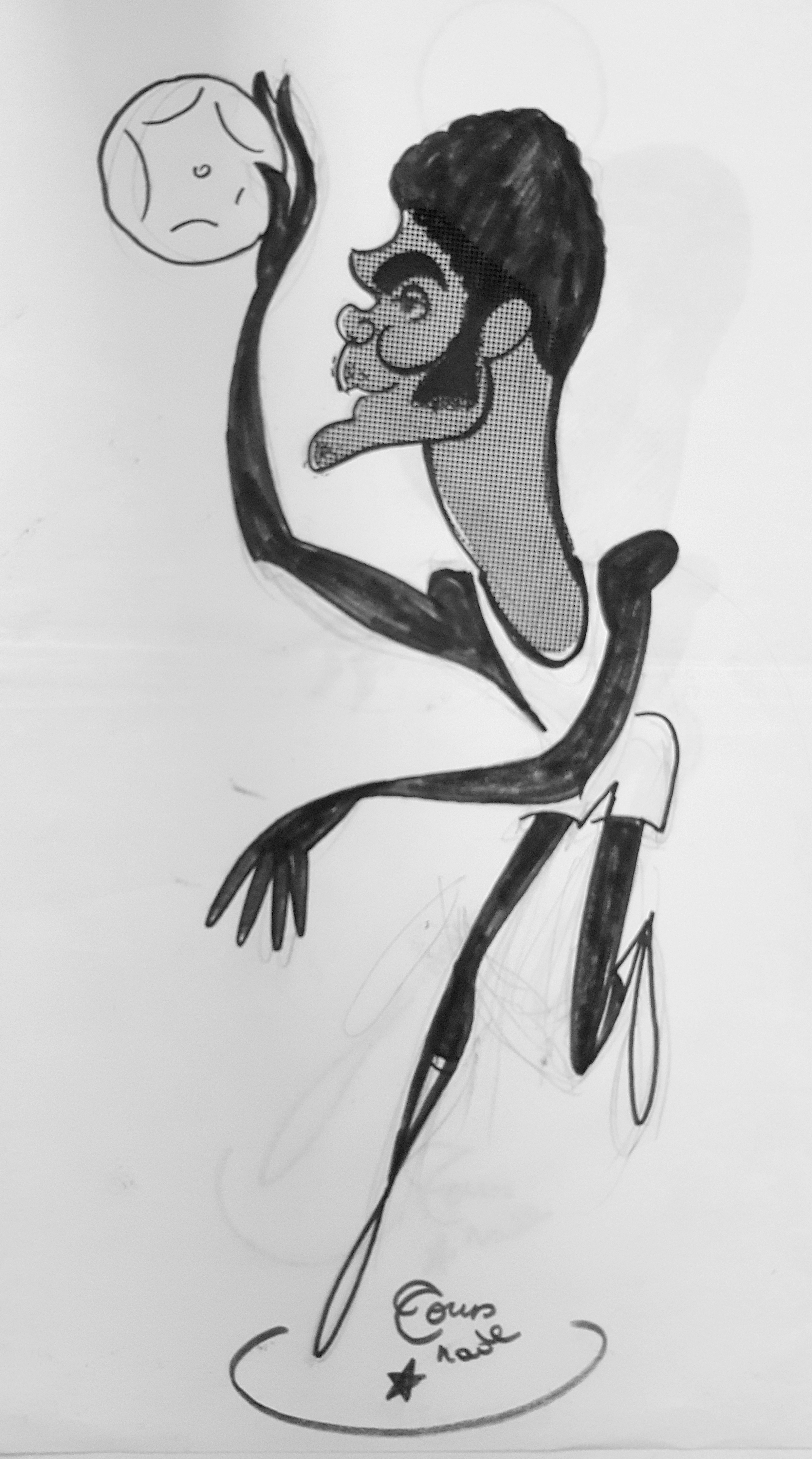
Caricature de Maurice Tournade.

#### ASPO Tours (1973-1976)
'Ray Reynolds arrive au sein du club de l'ASPO Tours à l'aube de la saison 1973-1974 à la suite du désistement de l'autre Américain prévu. Imposant à l'époque simplement deux joueurs étrangers sur la feuille de match, Pierre Dao dû composer à chaque match un binôme différents (Reynolds- L.C. Bowen), (Reynolds- Dewitt Menyard), (L.C. Bowen-Dewitt Menyard) sans jamais poser de problèmes dans l'effectif et puisa même une certaine motivation, 27 points contre l'ASVEL, 19 points face à Berck BC et 20 contre Antibes contribue à la bonne saison du club tourangeau qui cloture le championnat à la cinquième place.
Pour la saison 1974-1975, Dewitt 'Slem' Menyard ayant obtenu sa naturalisation, Reynolds pourra donc jouer la totalité des matchs et montrer toute l'étendue de son talent au rebond, il ne tarde pas à confirmer, 20 rebonds contre le Caen BC lors de la première journée et 25 prises contre l'ABC Nantes en plus de ses 34 points à la sixième rencontre, Ray Reynolds réalise une première saison pleine, car en plus de son gros apport sous les panneaux, Reynolds réalise des matchs complets : 33 points, 24 rebonds face à l'AS Monaco lors de la 14e journée mais surtout 32 points, 33 rebonds contre l'Olympique d'Antibes, avec 7 matchs à plus de 20 rebonds et plus du double à plus de 10 prises, il finira tout simplement meilleur rebondeur du championnat avec 16,3 prises par match en plus de ses 19,3 points en moyenne et ses 2,6 rebonds, Ray Reynolds aura joué la totalité du championnat et participé grandement à l'excellente saison de l'ASPO Tours.
La saison 1975-1976 reprend de la même manière pour Reynolds, souverain au rebond et utile à la marque, il sera le troisième marqueur de l'ASPO Tours derrière L.C. Bowen et Jean-Michel Sénégal avec 18,2 points par match mais c'est bien sous le cercle qu'il le reste meilleur, toujours autant de match avec plus de 15 rebonds et avec toujours le record en vigueur hors LNB avec 35 ballons captés le 20 mars 1976 contre l'AS Joeuf. Victime d'une sciatique, la fin de saison sera plus compliqué pour Reynolds malgré le titre de Champion de France, complètement hors forme et pas du tout dans le rythme lors de la défaite de l'ASPO Tours contre  Cinzano Milan en coupe des coupes, Ray Reynolds vivait ses derniers instants au sein du club tourangeau, il terminera une nouvelle fois meilleur rebondeur du championnat de Nationale 1.

#### ESM Challans (1976-1977)
Ray Reynolds atterri à l'ESM Challans durant l'intersaison 1976, bien qu'ayant toujours ses qualités intrinsèque au rebond, le rendement n'est pas le même, problème d'acclimatation, blessé, à court de forme, Reynolds déçoit en Vendée, il finira tout de même la saison avec 13,0 rebonds par match mais ce sera sa dernière saison en France, son contrat n'étant pas renouvelé par le club vendéen.

## Records et distinctions
- 35 rebonds contre l'AS Joeuf le 20 mars 1976[3]
- 33 rebonds contre l'Olympique d'Antibes en avril 1975[1].
- meilleur rebondeur saison 1974-1975, saison 1975-1976 avec l'ASPO Tours.

## Palmarès
- Champion de France Nationale 1 1975-1976
- Finaliste de la Coupe des coupes 1976